# 戒台寺

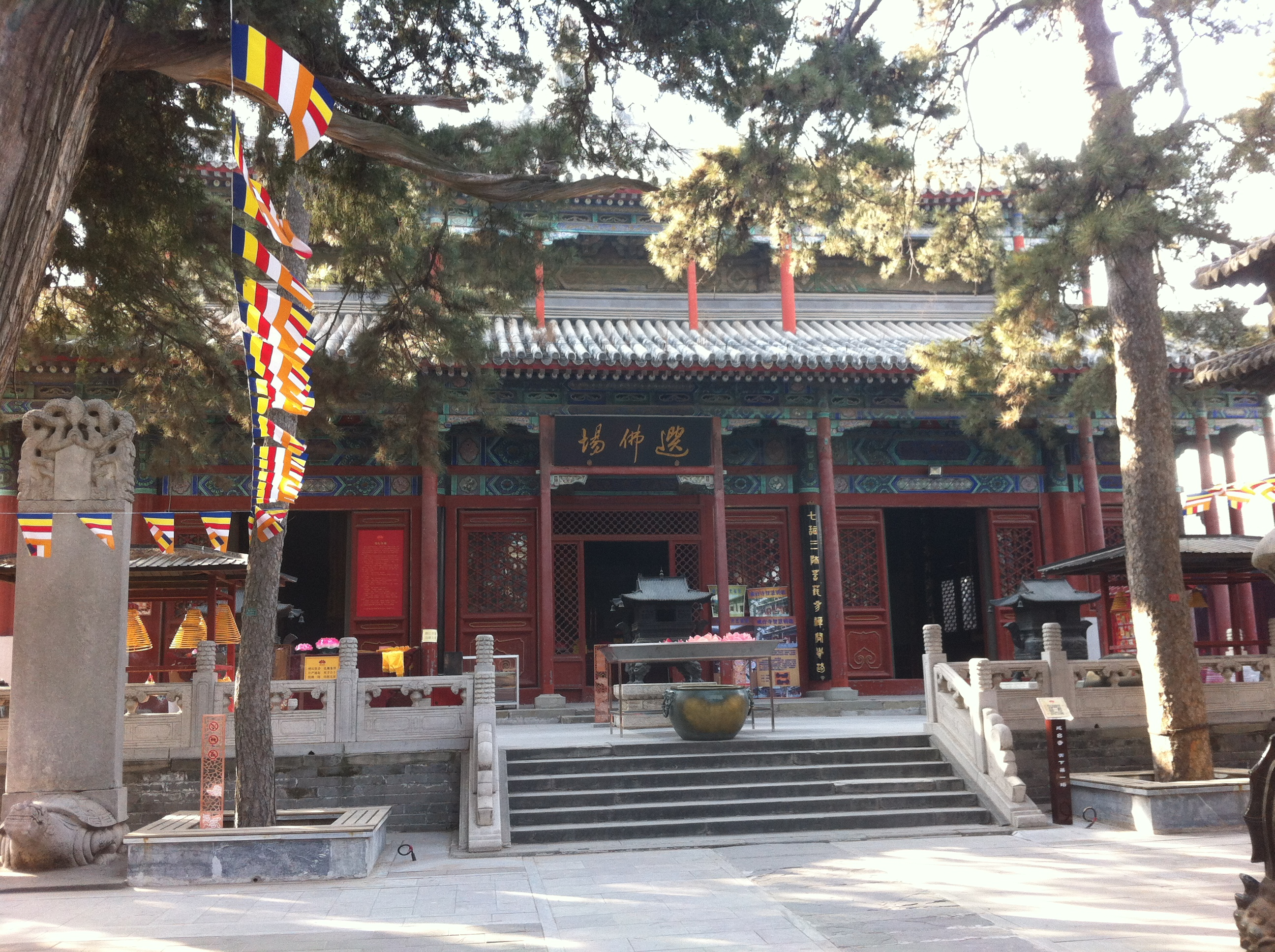
戒台寺

戒台寺（かいだいじ）は、中華人民共和国北京市の西にある門頭溝区の馬鞍山の山中にある仏教のお寺である。潭柘寺から5キロの場所にあるが、別のお寺である。中国の仏教界でもかなり大きい戒律を受けるための戒壇があることで有名なお寺である。ここの他に杭州の昭慶寺と泉州の開元寺の三つのお寺を合わせて中国三大戒壇と呼ばれている。1996年に中国政府が定める全国重点文物保護単位に指定された。
戒台寺の建立は唐の武徳5年（622年）にまで遡る。以前には慧聚寺と呼ばれていた。遼の高僧である法鈞大師がこの地に戒壇を作った。当時はここで経文と戒律を学んだ後、潭柘寺に行き試験にのぞみ、合格した者のみが出家を許された。明の正統年間になると、修復がされ、万寿寺と改名された。清の康熙帝・乾隆帝時代には拡張工事が行われた。光緒10年（1884年）には愛新覚羅奕訢が西太后に罷免され、ここで隠居生活を送ったとされる。
戒台寺の正殿は大雄宝殿、前に天王殿、後ろに千仏閣がある。境内の西北院に戒壇殿があり、中には乾隆帝が書いたと言われる巨大な「樹精進幢」と書かれた額が掛かっている。
戒台寺は古い松の木が残っていることでも有名な場所でもある。「自在松」「臥龍松」「九龍松」「活動松」と呼ばれる多くの松も見所の一つである。

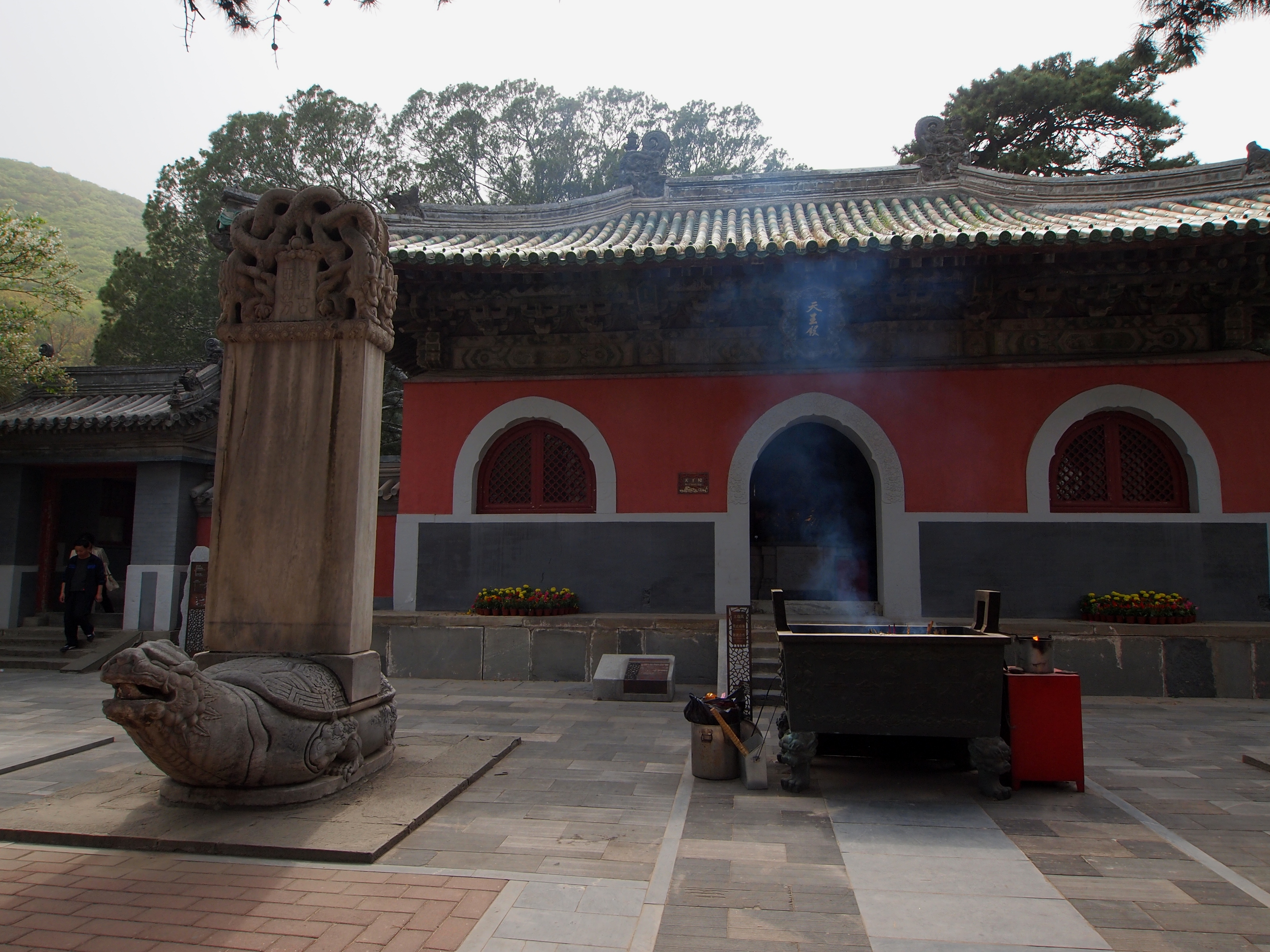
戒台寺天王殿

また日本でも放送された中国ドラマ「宮廷の諍い女（中国名：甄嬛伝）」で主人公の甄嬛が出家した甘露寺のロケ地としても有名となったところでもある。